# آرثر ماكجيل
آرثر ماكجيل (بالإنجليزية: Arthur Chute McGill)‏ هو فيلسوف أمريكي، ولد في 1926 في Wolfville ‏ في كندا، وتوفي في 10 سبتمبر 1980.